# 미국 상원 정보위원회

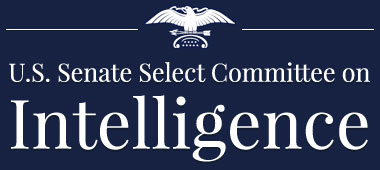

미국 상원 정보위원회(United States Senate Select Committee on Intelligence)는 미국 상원의 위원회이다.

## 역사
- 1976년 5월 19일 설립되었다. 15명의 상원의원이 위원이며, 공화당 8명, 민주당 6명, 무소속 1명이다.
- 2018년 5월 16일, 지나 해스펠 CIA 국장 지명자 인준안이 미 상원 정보위원회를 찬성 10표, 반대 5표로 통과했다.
- 2019년 1월 29일, 댄 코츠 DNI 국장과 지나 해스펠 CIA 국장 등 미 정보기관 수장들은 미 상원 정보위원회 청문회에서 북한을 중국, 러시아, 이란과 함께 미국 안보를 위협하는 ‘빅(BIG) 4’로 규정했다.
- 2019년 1월 30일, 도널드 트럼프 대통령은 ‘북한이 핵을 포기하지 않을 것’이라고 상원 정보위에서 진술한 북한, 이란 등의 정보 당국 평가에 대해, "북한이 비핵화를 할 가능성이 상당하다" "정보기관 사람들은 이란의 위험성을 지극히 수동적이고 순진하게만 본다. 그들은 틀렸다!" "정보 당국자들은 다시 학교로 돌아가야 할지도!" 라며 북한에 대해서는 긍정적, 이란에 대해서는 부정적인 트위터 글을 올렸다.
- 2019년 3월 28일, 미국 상원 정보위원회가 상원에 제출한 위원회 활동 보고서에서 '북한이 협상을 통해 핵·미사일을 포기할 의사가 없다'고 지적했다. 미국의 16개 정보기관 활동과 정책을 감독하는 미 상원 정보위는 2년마다 상원에 활동 보고서를 제출한다. 이번 보고서는 지난 2017년 1월부터 올해 1월까지 2년간의 정보위 활동을 토대로 작성됐다. 정보위는 지난 2년간 지역 답사 외 총 12차례의 청문회와 브리핑을 열었다고 설명했다.
- 2019년 5월 4일, 미 상원 정보위원회가 김혁철 북한 국무위원회 대미 특별대표 처형설과 관련해 미 정보 당국으로부터 비공개 브리핑을 받았다. 미 상원 정보위 사이트에 따르면 4일 오후 비공개 정보 관련 청문회가 예정되어 있었다.

## 현재 미국 상원 정보위원회
- 위원장: 마크 워너(버지니아)
- 부위원장: 마코 루비오(플로리다)
- 민주당 위원: 다이앤 파인스타인(캘리포니아), 론 와이든(오리건), 마틴 하인릭(뉴멕시코), 앵거스 킹(메인), 마이클 베넷(Michael Bennet, 콜로라도), 밥 케이시(Bob Casey, 펜실배니아), 키어스틴 질리브랜드(뉴욕)
- 공화당 위원: 리처드 버(노스캐롤라이나), 제임스 리시(James Risch, 아이다호), 수전 콜린스(매인), 로이 블런트(Roy Blunt, 미조리), 톰 코튼(아칸소), 존 코닌(John Cornyn, 텍사스), 벤 새스(네브라스카)

## 같이 보기
- CIA의 고문에 관한 미국 상원 정보위원회 보고서
- 더 리포트